# 双日食料
双日食料株式会社（そうじつしょくりょう、 英: Sojitz Foods Corporation.）は、双日の主要特定子会社（中核子会社）である食料品専門商社。

## 概略
旧・日商岩井系で、これまで複数の企業の吸収・統合、親会社から事業継承を通して現在の規模まで事業を拡大してきた。親会社である双日内ではリテール・生活産業本部に属する中核子会社。国内外の主要連結対象会社20社の中でも1、2を競う当期純利益を計上するグループ内でも有数の優良企業。
畜産原料から食品・農水産原料、砂糖・基礎原料までを幅広く扱う“食の総合商社”を自負。その総合性の強みを基盤に物流、品質管理、商品開発に関わる高い専門機能を有機的に結び付けることで独自の価値を創造し、世界の人々に安全・安心な食材を提供している。「畜産原料」「食料原料」「砂糖・基礎原料」の3つに大きく分類される取扱商品は、食に関わるあらゆる領域に及んでおり、この総合性が大きな強み。また、この3つの事業領域に関わる幅広い原料・加工品をニーズに即して最適な商品として開発し、安全・安心を担保しながら、商品提供する仕組みづくりをする「品質管理」「商品開発」「物流事業」の各機能を備えているのも特徴。更には、海外からの食材調達という従来からの機能に加え、近年成長著しいアジアを中心に、食材供給・製造加工・海外進出支援など海外事業の展開強化も図っている。
尚、生体輸入事業で国内トップシェア、北米産牛肉輸入量の30%の扱い、北米産豚肉輸入量の30%の扱い（以上、畜産原料事業）、蜂産品、貝類の輸入事業で国内トップシェア（以上、食料原料事業）、砂糖の国内販売シェア8%（以上、砂糖・基礎原料事業）と、数多くの商品で国内有数の取扱量を誇っている。

## 沿革
- 1983年1月 - 日商岩井食料販売株式会社を設立。
- 1988年6月 - 日協食品株式会社と合併。
- 1990年6月 - 丸三株式会社と合併し、社名を日商岩井食料株式会社に変更。
- 1994年7月 - 日商岩井フーヅ大阪株式会社と合併。
- 2004年4月 - 社名を双日食料株式会社に変更。
- 2005年4月 - 双日株式会社食品部と統合。
- 2009年9月 - 双日の食品関連事業の一部を継承。
- 2010年4月 ‐ 双日ミートアンドアグリ株式会社と合併。
- 2015年7月 - 本社を現在地に移転。

## 組織体制
- 砂糖・基礎原料本部 /  砂糖・原料部、原料開発部
- 畜産原料本部 / ビーフ部、ポーク部、農畜産部
- 食料原料本部 /  菓子原料部、農水産原料部、食品原料部
- 東日本支社 / 東日本食料部
- 名古屋支社 / 名古屋食料部
- 関西支社 /  関西食料部、関西畜産部
- 物流事業室
- 海外事業室

## 主要関係会社
- 双日食料水産株式会社
  - 当社100%出資子会社。2006年4月に当社が新日鉄都市開発（現・日鉄興和不動産）から買収した鮭フレークを主力商品とする水産加工品、水産惣菜の製造・販売会社。
  - 東日本大震災後の2012年、鮭フレーク専用工場として新設された釜石工場では、最新の製造設備を導入し製造能力を従来より倍増し製造。原料から製品までの一貫生産体制により、一般消費者向けの瓶詰め製品、ならびにおにぎりなどに使用する業務用鮭フレークを製造、提供。また、中国にて委託製造するシメサバの輸入販売なども手がけ、徹底した品質管理のもと、安全・安心な各種水産加工品を提供。

- 株式会社エヌ・アイ・エフ（当社出資関係会社）
  - 旧・日商岩井食品本部の新しい流通の担い手として、自動販売機分野の中身商品を直接提供することを目的とし1979年8月に設立された企業。

- Japan Best Foods Co., Ltd. 
  - 当社及び双日が業務用冷凍食品メーカーである日東ベストと共同で、ベトナムに2016年4月に設立した企業。当社が30%、並びに双日が19%を出資する。
  - ベトナムにおける日配惣菜の製造販売および畜肉原料の加工製造販売事業を2017年3月より開始。ベトナムで最新鋭のオートメーションシステムを導入した日配惣菜製造および畜肉加工工場を双日グループが運営するロンドウック工業団地内に建設し、日配惣菜製品を現地小売業者向けに、また、畜肉加工品を現地小売業者および外食店向けに販売。先ずはイオングループのミニストップベトナム向けに、日配惣菜の製造販売から取り組みを開始し、続いて総合スーパーを展開するイオンベトナムや小型スーパーマーケットチェーンのイオンシティマートなどの現地小売業者向けに日配惣菜および畜肉加工品の製造販売を行い、事業拡大を進めることで、10年後を目途に売上高30～40億円を目指す。

## 保有株式
- ユアサ・フナショク株式会社 2,111千株 4.6%分保有
- 井村屋グループ株式会社 465千株 1.94%分保有
- 三井製糖株式会社  1,920千株 1.44%分保有
- フジ日本精糖株式会社 424千株 1.43%分保有